# Twin Jet
Twin Jet ( IATA : T7 , código OACI : TJT) es una aerolínea de Francia con sede en la ciudad de Aix en Provence. En la antigua base aérea 114, en el Aeropuerto de Marsella Provenza. Comenzó en mayo de 2001, con su primer vuelo programado para marzo de 2002. La empresa Twin Jet y Twin Air (vuelos chárter y de ambulancia) forman parte del Holding Air Affaires; al igual que la empresa Kerozen - cuenta con un hangar con la aprobación JAR 145, tanto para el mantenimiento de sus aeronaves como las de terceros. Twin Jet es socio de Air France y está asociada al programa de viajeros frecuentes de Flying Blue.

## Historia
Twin Jet fue fundada en mayo de 2001. El primer vuelo fue en octubre de ese año, realizado entre Nîmes y Chateauroux . 
En agosto de 2002 la aerolínea recibió la aprobación para la ejecución de vuelos ambulancia. 
El 1 de septiembre de 2006 se implantó el sistema de billete electrónico y el servicio de gestión central de llamadas .
Desde junio de 2008, la compañía ofrece ventas en línea en su sitio web.
Twin Jet ha desarrollado una red de oficinas regionales programadas en Francia y Europa, y ahora ofrece más de 40 vuelos al día.
La compañía también realiza la demanda de transporte individualizado TWIN JET (equipos deportivos, figuras políticas ..).
Twin Jet diversifica su negocio con la obtención de la Dirección Departamental de Salud y Asuntos Sociales de un acuerdo de transporte sanitario en agosto de 2002 (avión ambulancia). También es capaz de entregar en el menor tiempo carga urgente. 

## Vuelos
La empresa opera 200 vuelos semanales a Bolonia, Burdeos, Metz/Nancy, Marsella, Niza, Rennes, Toulouse, Pau, Milán, Lyon, Estrasburgo.
Su actividad se complementa con la aviación de negocios y vuelos chárter. Ofrece servicio de cáterin a bordo.

## Destinos
Twin Jet

### Francia
- Burdeos (Aeropuerto de Burdeos): Marsella
- Lyon (Aeropuerto de Lyon-Saint Exupéry): Pau ; Milán ; Bolonia
- Marsella (Aeropuerto de Marsella Provenza): Burdeos ; Estrasburgo ; Toulouse ; Milán
- Metz/Nancy (Aeropuerto de Metz-Nancy-Lorraine): Toulouse
- Niza (Aeropuerto de Niza): Toulouse
- Pau (Aeropuerto de Pau): Lyon
- Rennes (Aeropuerto de Rennes): Toulouse
- Estrasburgo (Aeropuerto de Estrasburgo : Marsella
- Toulouse (Aeropuerto de Toulouse-Blagnac): Metz-Nancy ; Marsella ; Rennes ; Niza

### ItaliaItalia
- Milán (Aeropuerto de Milán-Malpensa): Marsella ; Lyon
- Bolonia (Aeropuerto de Bolonia): Lyon

La compañía opera dos vuelos directos de ida y vuelta diarios por cada destino.

## Flota
Twin Jet opera con aparatos de hélice, del modelo Beech 1900.
En agosto de 2024 la flota de Twin Jet incluía:
- 13 Raytheon Beech 1900D Airliner . Avión de pasajeros.[3]